# Bernd Michael Rode
Bernd Michael Rode (sinh ngày 14 tháng 7 năm 1946) tại Innsbruck, Cộng hòa Áo là một giáo sư ngành hóa, quốc tịch Áo, người sáng lập ra Mạng lưới các trường đại học Đông Nam Á và Áo – sau này là Mạng lưới các trường Đại học Đông Nam Á và châu Âu (ASEA-UNINET).

## Tiểu sử
Bernd Michael Rode sinh ngày 14 tháng 7 năm 1946 tại thành phố Innsbruck, Cộng hòa Áo. Năm 1964, ông tốt nghiệp phổ thông trung học (Akademisches Gymnasium Innsbruck) và bắt đầu theo học ngành hóa học tại trường đại học Leopold-Franzens Innsbruck. Ông là một trong những nghiên cứu sinh xuất sắc nhất của trường đại học Leopold-Franzens Innsbruck, ông nhận bằng tiến sĩ hóa học vào năm 1973.
Từ năm 1973, Bernd Michael Rode bắt đầu sự nghiệp với vị trí trợ lý giáo sư tại Viện Hóa Phân tích Vô cơ của trường đại học Leopold-Franzens Innsbruck. Sau một thời gian nghiên cứu tại Đức (trường đại học Stuttgart và trường đại học Karlsruhe), ông trở thành Phó Giáo sư tại Innsbruck vào năm 1976. Sau khi nghiên cứu thêm 1 năm tại trường đại học Tokyo, GS. Rode bắt đầu sự nghiệp giáo sư của mình tại Viện Vô cơ Lý thuyết tại trường đại học Leopold-Franzens Innsbruck. Ông đảm nhiệm vị trí Trưởng Bộ môn Hóa Lý thuyết và Viện trưởng Viện Hóa Lý thuyết và Hóa Vô cơ đại cương đến năm 2011. Mặc dù nghỉ hưu vào năm 2011, GS. Rode vẫn rất tích cực trong các hoạt động nghiên cứu khoa học, giảng dạy và hướng dẫn nghiên cứu sinh.

## Hoạt động nghiên cứu
Các thành tựu nghiên cứu khoa học của GS. Bernd Michael Rode được đánh dấu với 7 tập sách chuyên ngành, hơn 440 bài báo đăng tải trên các tạp chí nghiên cứu quốc tế và 30 đầu sách khác. Theo trang web ISI Thomson về các trích dẫn khoa học, những nghiên cứu này đã nhận được trên 8.300 lượt trích dẫn (thống kê đến tháng 5 năm 2014) với chỉ số Hirsch 41.
Các công trình nghiên cứu của GS. Rode trong lĩnh vực hóa lý thuyết, hóa tính toán và hóa vô cơ sinh học, chủ yếu tập trung vào các nội dung:
- Tính toán hóa học lượng tử của các hệ thống phân tử và siêu phân tử
- Ab initio Monte Carlo và MD mô phỏng chất lỏng / giải pháp
- Cấu trúc giải pháp điện phân
- Động lực học các chất hòa tan
- Mô hình phân tử của phân tử sinh học và các loại thuốc
- QSAR / QSPR
- Sự tiến hóa hóa học của petit/protein và nguồn gốc của sự sống

## Tặng thưởng và các danh hiệu
Với những đóng góp to lớn của mình cho các nước châu Âu, châu Á, GS. Rode đã nhận được nhiều tặng thưởng và danh hiệu cao quý. Trong số đó phải kể đến:
- Bằng tiến sĩ Khoa học danh dự của trường đại học Chualalongkorn, Bangkok, Thái Lan (1995)
- Bằng tiến sĩ Khoa học danh dự của Viện Công nghệ King Mongkut, Ladkrabang, Thái Lan (1998)
- Bằng tiến sĩ Khoa học danh dự của trường đại học Gadjah Mada, Yogyakarta, Indonesia (2000)
- Vào năm 2007, Nhà vua Thái Lan đã trao tặng GS. Rode danh hiệu Hiệp sĩ Grand Cross, cấp độ cao quý nhất của Hoàng gia Thái Lan, vì những hoạt động và đóng góp của ông trong công cuộc thúc đẩy hợp tác khoa học Á-Âu [2]
- Năm 2008, trường đại học Comenius Bratislava, Xlo-va-kia đã trao tặng Bằng tiến sĩ danh dự vì những công trình nghiên cứu tiên phong trong lĩnh vực hóa học lượng tử các hệ thống phân tử và siêu phân tử; mô hình phân tử của phân tử sinh học và thuốc.

Một số giải thưởng và danh hiệu quan trọng: 
- 1985 Giải thưởng Goldenes Ehrenzeichen, Cộng hòa Áo
- 1994 Giải thưởng Vì khoa học, nghệ thuật Áo, Cộng hòa Áo
- 1997 Thành viên danh dự, Hịệp hội hóa học Xlo-va-kia
- 2003 Bằng khen (Cross of Merits), Vùng Tyrol
- 2004 Bằng khen (Cross of Merits), Cộng hòa Áo
- 2007 Bằng danh dự khoa học và nghệ thuật (hạng nhất), Cộng hòa Áo
- 2008 Huy chương Jan-Weber của Hiệp hội Dược Xlo-va-kia
- 2010 Huân chương Sitara-e-Quaid-i-Azam, Pa-ki-xtan
- 2011 Danh hiệu Hiệp sĩ Thánh giá lớn (Grand Cross - First Class of The Most Exalted Order of the White Elephant with Slash)

Theo dự án Phả hệ Hóa Lý thuyết (The Theoretical Chemistry Genealogy Project) , GS. Bernd Michael Rode là giáo sư hướng dẫn luận văn tiến sĩ thành công nhất trong lĩnh vực Hóa lý thuyết ở các nước nói tiếng Đức . Từ năm 1976 đến năm 2011, GS. Rode đã hướng dẫn thành công không dưới 62 nghiên cứu sinh. Do mối quan hệ mật thiết giữa ông với các trường đại học Đông Nam Á, rất nhiều nghiên cứu sinh do ông hướng dẫn là người châu Á.

## ASEA-UNINET
Một trong những thành công lớn nhất của GS. Bernd Michael Rode là sáng lập ra Mạng lưới các trường đại học ASEA-UNINET (Mạng lưới các trường đại học Đông Nam Á và Áo - sau này là Mạng lưới các trường đại học Đông Nam Á và châu Âu) vào năm 1994.
Việc sáng lập Mạng lưới ban đầu dựa trên các liên hệ giữa trường đại học Innsbruck, Áo với các trường đại học của Thái Lan từ những năm 1970. Vào những năm 1980, mối quan hệ này được mở rộng sang các trường đại học Innsbruck, đại học Viên, đại học Nông nghiệp Viên, đại học Chulalongkorn, đại học Mahidol, đại học Kasersart và đại học Chiang Mai. Với mục đích thống nhất các hợp tác song phương thành một mạng lưới đa phương, năm 1994, GS. Bernd Michael Rode đã mời các trường đại học của Áo, Indonesia, Thái Lan và Việt Nam tham dư Phiên họp toàn thể đầu tiên của Mạng lưới ASEA-UNINET tại Thành phố Hồ Chí Minh, Việt Nam. Khi mới thành lập, Mạng lưới chỉ bao gồm 25 trường đại học thành viên của Áo, Indonesia, Thái Lan và Việt Nam. Hiện nay (tháng 5 năm 2014) hơn 70 trường đại học từ 16 nước châu Âu và các nước Đông Nam Á đã tham gia vào mạng lưới, trong đó có 10 trường đại học hàng đầu của Việt Nam. Trong khuôn khổ các hoạt động của Mạng lưới, nhiều dự án hợp tác nghiên cứu khoa học giữa các trường đại học Việt Nam với các trường đại học châu Âu, mà trước hết là từ cộng hòa Áo đã được triển khai có hiệu qả, nhiều cán bộ Việt Nam đã được cấp học bổng nghiên cứu sinh, học bổng trao đổi, nghiên cứu ngắn hạn tại các trường đại học Áo.

## Liên hợp quốc và các vai trò khác
Cùng với các hoạt động nghiên cứu khoa học và phát triển hợp tác quốc tế, GS. Bernd Michael Rode còn là đại diện nước Cộng hòa Áo trong Ủy ban Phát triển Khoa học Công nghệ Liên hợp quốc (UNCSTD), ông giữ vị trí Phó chủ tịch Ủy ban các giai đoạn 1998-2001, 2005-2008 và Chủ tịch Ủy ban trong 2 năm từ 2003-2005.
GS. Rode cũng từng là Chủ tịch Viện liên bang Áo về Chuyển giao Giáo dục, Đào tạo, Công nghệ Quốc tế (BIB) trong 2 năm 2003 và 2004.